# Peter Gropper
Peter Gropper (* 1554; † 10. Februar 1596 in Köln) war Generalvikar in Köln.
Der aus einer Soester Patrizierfamilie Gropper stammende Peter Gropper, Neffe des berühmten Johannes Gropper, war seit 1578 Dr. jur. und Professor der Rechte an der Kölner Universität. Seit 1585 Domherr in Köln, war er von 1587 bis 1589 Rektor der Kölner Universität, seit 1587 Kanoniker an St. Severin (Köln), seit 1592 Kanoniker an St. Andreas (Köln), seit 1594 Propst des Cassisusstiftes zu Bonn und seit dem 14. Juni 1592 Generalvikar des Erzbischofs Ernst von Bayern. Am 10. Februar 1596 zum Dekan an St. Andreas gewählt, nachdem er bereits 1588 auf sein Kanonikat an St. Severin verzichtet hatte.
Nach seinem Tode, im 42. Lebensjahr, wurde er in der Maternuskapelle des Kölner Domes beigesetzt.